# Otton I Bawarski
Otto I Bawarski (Otto V) (ur. 1117, zm. 11 lipca 1183 w Pfullendorf) – książę Bawarii z dynastii Wittelsbachów, pierwszy twórca potęgi tego rodu.
Jego ojciec Otto IV Wittelsbach był potomkiem rycerskiej rodziny, wywodzącej się z zamku Wittelsbach koło Aichach w Górnej Bawarii. Otto I był wiernym sojusznikiem cesarzy z rodu Hohenstaufów, wpierw Fryderyka I Barbarossy i jego syna Henryka VI. Szczególnie zasłużył się podczas włoskiej wyprawy koronacyjnej Fryderyka I w 1155, kiedy to uchronił przyszłego cesarza przed klęską pod Weroną.
W uznaniu za zasługi dla cesarzy w 1180 Henryk VI nadał mu lenno i tytuł księcia Bawarii, wcześniej odebrany Henrykowi Lwu, z opozycyjnego wobec Staufów rodu Welfów. Od tego czasu, aż do 1918 Bawaria pozostała w rękach rodziny Wittelsbachów. Otton I zmarł trzy lata po uzyskaniu tytułu książęcego, a na tronie w Monachium zasiadł jego syn Ludwik I Bawarski, który w odróżnieniu od ojca większość życia popierał Welfów w walkach o tron cesarski przeciwko Staufom.
Poślubił Agnieszkę, córkę Ludwika II, hrabiego Loon. Z tego małżeństwa pochodzili:
- Otto, ur. 1170, zm. 7 sierpnia przed 1180,
- Zofia, ur. ok. 1171, zm. 15 lipca 1238, żona Hermana I, landgrafa Turyngii,
- Agnieszka, ur. ok. 1172, zm. po 1196, żona Henryka, hrabiego Plain,
- Richilda, ur. ok. 1173, zm. 7 grudnia 1231, żona Ottona, hrabiego Geldrii,
- Ludwik I, ur. 23 grudnia 1174, zm. 15 września 1231, książę bawarski i palatyn reński,
- Elżbieta, zm. 1189 lub 1190, żona Bertolda III, margrabiego Vohburga,
- Ejlika, żona Albrechta II, hrabiego z Dillingen
- Matylda, żona Rapotona II, hrabiego z Ortenburga[1].